# Paranaíba
Paranaíba, amtlich portugiesisch Município de Paranaíba, ist eine Stadt im Nordosten des brasilianischen Bundesstaates Mato Grosso do Sul. Die Bevölkerungszahl wurde zum 1. Juli 2019 auf 42.148 Einwohner geschätzt, die auf einer Gemeindefläche von rund 5402,7 km² leben und  paranaibanos oder paranaibenses genannt werden. Sie steht an 10. Stelle der 79 Munizips des Bundesstaates, rechnerisch beträgt die Bevölkerungsdichte 7,4 Personen pro km². Der nördliche Gemeindeteil bildet eine Grenze zu Goiás.

## Geographie

### Lage
Die Stadt liegt 413 km von der Hauptstadt des Bundesstaates (Campo Grande) und 693 km von der Landeshauptstadt (Brasília) entfernt. Nachbarstädte sind im Norden Lagoa Santa, im Nordosten Itajá, im Osten Carneirinho, im Süden Aparecida do Taboado, im Westen Inocência und im Nordwesten Cassilândia.

### Gewässer
Die Stadt liegt im Becken des Rio Paranaíba.

### Vegetation
Das Gebiet ist ein Teil der Cerrados (Savanne Zentralbrasiliens).

### Klima
In der Stadt herrscht tropisches Klima (Aw). Im Jahr fallen 1456 mm Niederschläge. Die mittlere Jahrestemperatur liegt bei 23,7 Grad Celsius.

## Verkehr
In der Stadt mündet die Landesstraße MS-240 und die Bundesstraße BR-497 auf die Bundesstraße BR-158. Am Nordrand der Stadt liegt der Flugplatz Paranaíba mit dem IATA-Flughafencode PBB.

## Wirtschaft
Paranaíba liegt strategisch günstig an der Schnittstelle verschiedener brasilianischer Bundesstaaten (Mato Grosso do Sul, São Paulo, Minas Gerais und Goiás). Sie ist eine der 364 Städte Brasiliens mit der Klassifikation als ein „Zentrum der Zone B“ (Centro de Zona B) und hat Einfluss auf die Wirtschaft von Inocência.

## Durchschnittseinkommen und HDI
Das monatliche Durchschnittseinkommen betrug 2017 den Faktor 1,9 des brasilianischen Mindestlohns (Salário mínimo) von R$ 880,00 (umgerechnet für 2019: rund 378 €). Der Index der menschlichen Entwicklung (HDI) lag 2010 bei dem hohen Wert von 0,721.